# Елеонора Булл
Елеонора Булл (англ. Eleanor Bull; 1550—1596) — далека родичка Вільяма Сесіла та кузина Бланша Перрі — вірної камеристки Єлизавети I Тюдор. Сумно відома, як власниця пансіону, в якому за загадкових обставин було вбито англійського поета та драматурга Крістофера Марлоу.

## Біографія
Уроджена Елеонора Вітні народилася в 1550 році на заході Англії в графстві Герефордшир. Її батьки — Джеймс та Сибіл Вітні. Родині Елеонори належала маєтність поблизу селища Кліффорд. Матір Елеонори походила з роду Перрі, до якого також належала камеристка її королівської високості Єлизавети I Тюдор — Бланш Перрі. Цікаво, що Елеонора отримала від своєї відомої родички спадок у розмірі 100 фунтів стерлінгів.
В 1571 році Елеонора вийшла заміж за Ричарда Булла — сина суднобудівника. Вінчання пари відбулося в церкві Сент-Мері-ле-Боу. Чоловік Елеонори займав посаду судового розпорядника, а також працював клерком в гофмаршальській частині. Помер в 1590 році. Після смерті чоловіка Елеонора залишилася жити в їхньому будинку в Дептфорді, який нині є лондонським районом, а в ті часи був частиною Кенту. Але згодом, не маючи жодних засобів до існування, жінка перетворила свою власність на пансіон. Її клієнтами були власники та інспектори доків, експортери, купці, що здійснювали імпорт товарів з Росії та балтійських портів. Померла Елеонора Булл в 1596 році, вона пережила свого знаменитого сучасника Крістофера Марлоу на три роки.

## Смерть Крістофера Марлоу
Якийсь час в літературних колах побутувала думка про те, що Крістофер Марлоу був вбитий в таверні під час сутички з Інгремом Фрейзером. Серед підозрюваних також були Ніколас Скієрс та Роберт Поллі, помічені в шпигунській діяльності. Коронер, який проводив дізнання по справі вбивства Марлоу, хибно або навмисне описав будинок Елеонори Булл, як таверну, де зупинялися на ночівлю люди з досить сумнівною репутацією. Лише в 1925 році професор гарвардського університету Леслі Хотсон пролив світло на ті давні події. Він підняв документи, що стосувалися справи Марлоу й досконало вивчив біографії очевидців смерті поета. Таким чином він з'ясував, що Марлоу загинув в пансіоні поважної дептфордської вдови, а не в закладі з сумнівною репутацією. Будинок Елеонори Булл знаходився всього в семи кілометрах від маєтку Скедбері, де Малоу якийсь час гостював у Томаса Уолсінгема. Прикметною особливістю справи Марлоу вважається той факт, що незадовго до вбивства Марлоу звинувачували у фальшивомонетництві. Є підстави вважати смерть драматурга — результатом змови, але чи була до нього причетна Елеонора Булл — невідомо.